# Bazilika sv. Gavina
Bazilika sv. Gavina (italijansko Basilica di San Gavino, San Proto e San Gianuario) je cerkev v Porto Torresu in največja romanska cerkev na Sardiniji v Italiji. Nekdanja stolnica je zdaj prostor za čaščenje lokalnih mučenikov in župnijska cerkev.

## Zgodovina
Razpoložljivih informacij o gradnji stolnice San Gavino je relativno malo. Mesto Turris Libisonis (latinsko Turris Libyssonis, danes Porto Torres) je bilo škofovski sedež od leta 489 do leta 1441, ko je bil sedež prestavljen v bližnji Sassari. Bazilika stoji v predelu Monte Angellu v Porto Torresu; območje, kjer so arheološka izkopavanja odkrila paleokrščansko nekropolo in dve antični baziliki iz 5. do 7. stoletja našega štetja; ena od njih je bila zgrajena nad grobnico svetega Gabina, čigar ostanki so pokopani v sedanji cerkvi.
Najzgodnejši znani dokument, ki omenja cerkev, sega v leto 1065. Po njem naj bi cerkev v začetku 11. stoletja ustanovil Gonario I., giudice (vojvoda) Torresa in Arboree, ki je delo naročil pisanskim mojstrom. Gradnja se je nadaljevala pod njegovim sinom Barisonom I., leta 1080 pa sta jo slovesno odprla giudice Marianus I. iz Arboreje in nadškof Constantine iz Castre.
Na severnem pročelju bazilike dva epigrafa, vgravirana na marmornato podlago prvega pilastra, ki se začne od vzhodne apside, potrjujeta prisotnost čim več privilegiranih pokopov v bližini: titulus z letnico 1211 se nanaša na pokojnika, katerega posmrtni ostanki ne ohranjajo imena in se odločilno sklicuje na nedotakljivost grobnice (...et nullus alius in hoc tumulo requiescat in pace), medtem ko drugi napis, pred prvim, spominja na lik z imenom Guido de Vada.
Drugi epigraf na romanskem portalu, datiran v leto 1492, priča o obnovitvenih delih v 15. stoletju, ki so vnesli katalonsko-gotske elemente.
V 17. stoletju so kripto uredili za hrambo relikvij turritanskih mučencev, ki so jih leta 1614 našli po izkopavanjih, ki jih je izvedel nadškof Gavino Manca de Çedrelles.

### Legenda
Po legendi, ki jo je razglasil Condaghe iz San Gavina, je bil Gonnario Comita naveden h gradnji stolnice, potem ko se mu je sveti Gavino prikazal v sanjah, ko je bil hudo bolan v postelji zaradi gobavosti. Opisan kot »najlepši moški, kar jih je bilo kdaj videno«, mu je po tej legendi naročil, naj zgradi cerkev v svojo čast na območju Monte Angellu, naj poišče trupla mučencev Turritana, ki so bili takrat pokopani v Balaiju in pokoplje njihove ostanke v tem novem spomeniku. Ko se je iz spanja prebudil popolnoma zmeden in še vedno v napol zaspan, se je sveti Gavino tokrat zares pojavil pred njim in obnovil svojo prošnjo. Ker ni bil domačin iz mesta in še vedno izčrpan zaradi bolezni, je prosil prebivalce podeželja Sassarija, naj mu pomagajo najti to izmuzljivo lokacijo. Ko je prispel v Porto Torres, se je med prvo nočjo, ki jo je preživel v mestu, San Gavino ponovno pojavil v njegovih sanjah in mu rekel: »Comita, tukaj je kraj, kjer moraš zgraditi cerkev. S prvim zamahom motike, s katero zgradiš temelje, boš ozdravel od bolezni«.

## Opis

### Zunanjost
Cerkev stoji med dvema dvoriščema, znanima kot atrio Comita in atrio Metropoli. Na južni strani je glavni vhod, portal iz 15. stoletja v katalonskem gotskem slogu. Vrh ima zaobljen lok, ki ga podpirata dva stebra, katerih kapitela imata angele z grbi.
Cerkev ima dve apsidi, po eno na krajši stranici pravokotnega tlorisa. Zunanjost krasijo slepi stebri in langobardski pasovi. Strop je prekrit s svinčenimi ploščami.

### Notranjost
Notranjost ima glavno in dve stranski ladji, ločeni z dvema serijama zaobljenih lokov, ki jih podpira dvaindvajset stebrov, vzetih iz starodavnih stavb, iz sivega marmorja in rožnatega granita, ter trije pari križnih pilastrov. Večina kapitelov je rimskega izvora. Glavna ladja je kake trikrat širša od stranskih in je pokrita z lesenim stropom; stranski ladji imata križne oboke.
Veliki oltar, ki je bil do 19. stoletja v sredini ladje, je danes v jugozahodni apsidi; nasprotna apsida ima lesen katafalk iz 17. stoletja, v katerem so polikromirani kipi mučencev Gabina, Prota in Januarija.
Ladje so vodile do antikripte v renesančnem slogu s kipi mučenikov in kripte, v kateri so starorimski sarkofagi; slednja hiša pa je pripisana Turresovim mučenikom.

## Tloris
Posebnost v tlorisu sta zaključni apsidi glavne ladje. Domneva se, da je oblika nastala iz liturgičnih razlogov. Duhovniki že od nekdaj opravljajo posvečenje obrnjeni proti vzhodu (sončni vzhod). Tu so se po starokrščanski navadi obrnili k skupnosti, tako da je pri starejših cerkvah apsida na zahodu. Od 5. stoletja je liturgija zahtevala, da je duhovnik obrnjen s hrbtom proti kongregaciji, kar je uvedlo vzhodno apsido. V San Gavinu pa je bila zahodna apsida nedvomno del prvotnega načrta. To dokazuje rahlo nakazan transept, ki ga najdemo tudi v Buschetovem načrtu za stolnico v Pisi. Po dolgoletni teoriji sta bila vhod in fasada sprva na vzhodu, približno v višini obeh vzhodnih križnih stebrov. Baziliko so pozneje razširili na štiri pare vzhodnih stebrov in vzhodno apsido ter jo tako prilagodili sedanji liturgiji.

## Gradbena plastika
Dejansko številne podrobnosti vzhodnega trakta razkrivajo kiparski langobardski slog, kot so obokana okna s stopničastimi, namesto gladkimi, svetlimi poševnicami ali medaljoni iz majolike. Tu sta tudi edina dva romanska kapitela. Eden od njiju, obdan z motivi listov, srca in volut, posnema reliefe golobov zgodnjekrščanskih kapitelov, vgrajenih kot spolije v zahodnem traktu. Tudi primerjava golobov s tistimi na severozahodnem portalu potrjuje langobardski vpliv. Ta portal je bil premaknjen na trenutno lokacijo leta 1492, ko so katalonski gradbeniki dodali velika južna in severovzhodna portala.

## Izkopavanja
Izkopavanja znotraj San Gavina niso potrdila prve hipoteze, saj v višini obeh vzhodnih križnih stebrov niso našli temeljev nekdanjega pročelja, temveč ostanke triladijske zgodnjekrščanske bazilike z zahodno apsido. Druga teorija predpostavlja, da je bil San Gavino že od začetka načrtovan kot dvojna apsida z glavnim oltarjem na sredini, kjer je stal še v začetku 17. stoletja. Ta domneva se je okrepila od leta 1978, ko so bili sloji ometa na notranjih stenah odstranjeni in je v višini obeh zahodnih križnih stebrov postal viden gradbeni šiv. Nakazuje, da je bila bazilika zgrajena v dveh fazah. a je bila zgrajena po enotnem načrtu; to se nanaša tako na apsido kot tudi na nizka ločna okna in arkade v vzhodnem traktu, ki kažejo, da je skladneje oblikovan zahodni trakt mlajši. Zgodovina gradnje San Gavina nikakor ni jasna.
Kot kažejo starokrščanski kapiteli, ponovno uporabljeni v zahodnem delu San Gavina, romanska bazilika ni bila prva cerkev na tem mestu. Ko je španski nadškof Sassarija Manca Cedrelles leta 1614 dal izkopavati v notranjosti San Gavina, so odkrili zgodnjekrščansko nekropolo in ostanke prejšnjih stavb. Pravzaprav je iskal posmrtne ostanke turritanskega mučenca Gavina in njegovih sotrpinov Prota in Januarja, ki naj bi bili po izročilu tu pokopani. V predprostoru je še en rimski sarkofag iz 3. stoletja, ki prikazuje Apolona in devet muz v reliefu med zakoncema. Bizantinski monumentalni napis v desni ladji, eden najpomembnejših napisov 7. ali 8. stoletja na Sardiniji, hvali zmago duxa Constantinusa nad Langobardi.

## Arhitektura
Bazilika trenutno nima takšne oblike, kot je bila zamišljena. Glavna značilnost je prisotnost dveh nasprotnih apsid. Po mnenju Raffaella Deloguja so to nenavadno ikonografijo s konceptom prostora, značilnim za karolinško arhitekturo in nemško romansko arhitekturo renskega območja, določile praktične in okoliščinske potrebe, ne pa umetniška potreba.